# Cladopyxis bacillifera
Cladopyxis bacillifera is een soort in de taxonomische indeling van de Myzozoa, een stam van microscopische parasitaire dieren. Het organisme komt uit het geslacht Cladopyxis en behoort tot de familie Cladopyxidaceae. Cladopyxis bacillifera werd in 1937 ontdekt door Deflandre.